# エア スコーピオン
『エア スコーピオン』（Tail Sting）は、2001年のアメリカ合衆国のテレビ映画。

## あらすじ
オーストラリア発ロサンゼルス行きの飛行機の貨物室には、遺伝子操作されたサソリが積み込まれていた。
そのサソリは逃げ出した上に巨大化し、機内の人びとをパニックに陥れた。

## キャスト
| 役名         | 俳優                     | 日本語吹替 |
| ------------ | ------------------------ | ---------- |
| ジャック     | クリスチャン・スコット   | 内田直哉   |
| ジェニファー | ローラ・パットニー       | 渡辺美佐   |
| スコット     | リック・ケリー           | 成田剣     |
| ヤフィ       | ガルシャン・グローヴァー |            |
| スーダン     | ガイ・ブラッカ           |            |
| シャノン     | シャーリー・ブレナー     |            |

- その他の声の吹き替え：鶴博幸／堀川仁／広瀬正志／本田貴子／水内清光／田中結子／庄司由季／中國卓郎／鈴木貴征／伊藤和晃／中博史／石川ひろあき／隈本吉成